# Clotilde Kate Brewster

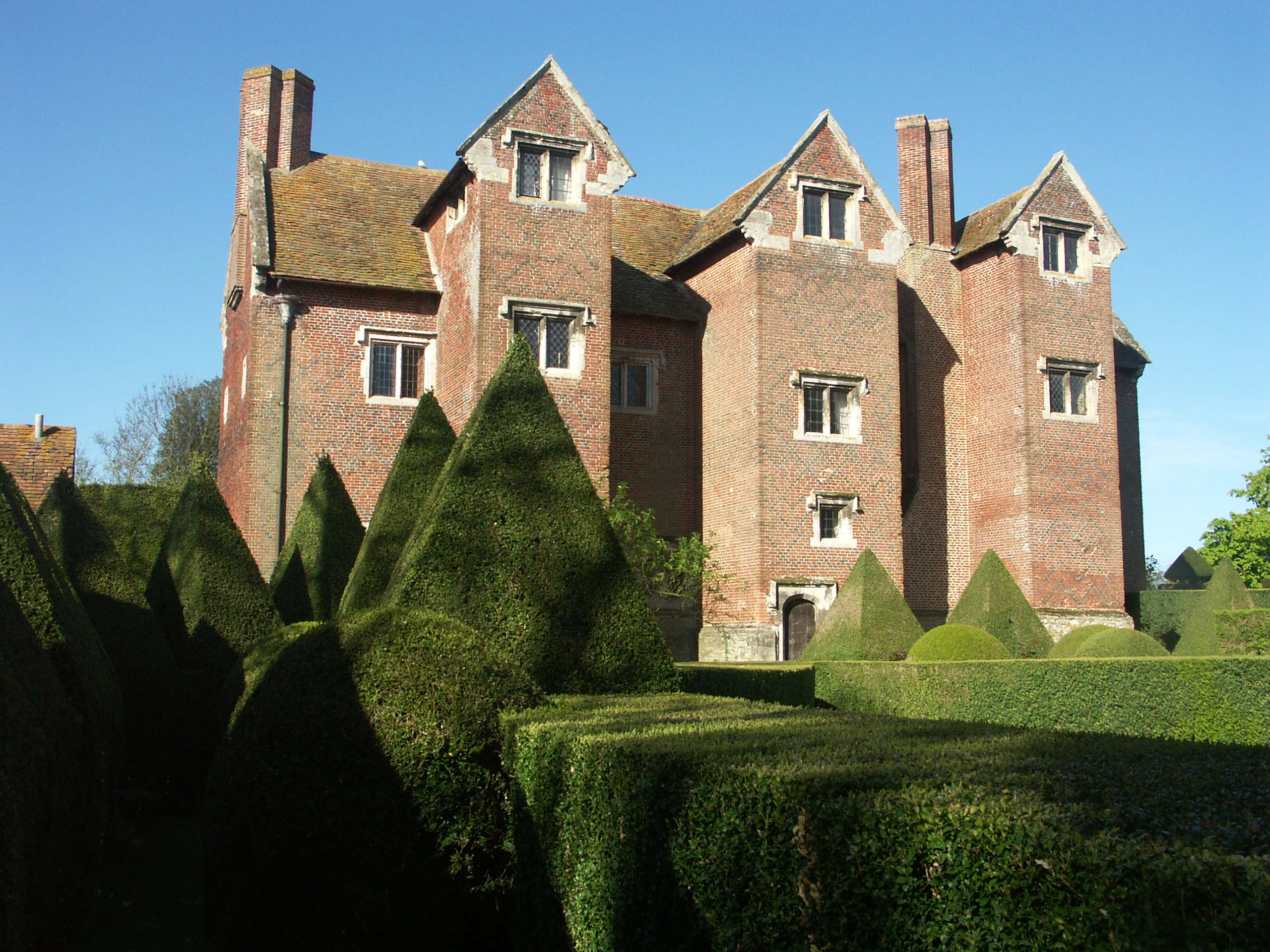
Clotilde Kate Brewster, restauración de Beckley Park

Clotilde Kate Brewster (Fontainebleau, Francia 1874- Inglaterra, 1937) fue una arquitecta francesa del siglo XIX que desarrolló su trabajo en Italia, Francia, Alemania e Inglaterra.

## Primeros años
Clotilde Kate Brewster fue una arquitecta interesada en temas de restauración, dibujante, con formación arquitectónica en Italia e Inglaterra. Clotilde Brewster formó parte del grupo de pioneras que, impulsadas por su pasión, supo abrir camino en un mundo profesional fundamentalmente masculino. Fue quizás la primera arquitecta internacional.
Hija de Henry B. Brewster, escritor y filósofo norteamericano y Julia Von Stockhausen, noble alemana, Clotilde nació el 1 de noviembre de 1874, en Fontainebleau, Francia. Se crio en una atmósfera artística entre su hogar en Florencia y la casa de Adolf von Hildebrand (escultor y arquitecto) e Irene Schaufellen. Era una casa abierta a toda la élite cultural europea de la época. Entre sus visitantes frecuentes se encontraban Richard Wagner, Clara Schumann y el novelista norteamericano Henry James.
Hacia 1880 sus padres adquirieron el Chateau de Avignonet, cerca de Grenoble, Francia, una propiedad del siglo XVII que demandó una larga obra de restauración. Dos eventos simultáneos incidieron en el interés arquitectónico de Clotilde: el incendio del Chateau de Avignonet y la separación de sus padres. Ella se obsesionó con la restauración del Chateau como si eso mismo reconstruyera a su familia. Dibujó planos, cortes, vistas, hizo maquetas, leyó libros de arquitectura y discutió sus diseños con otras personas.
Su primer “maitre d’architecture” fue el arquitecto suizo Emanuel La Roche, con quien comenzó ejercitando el dibujo técnico. En 1892, Agnes y Rhoda Garret le sugirieron que presentara alguno de sus trabajos en el concurso para el Edificio de la Mujer en la Exposición Mundial Colombina de Chicago (1893), el cual iba a ser inaugurado con la música de Ethel Smyth. Clotilde estudió con el arquitecto Jacques-Elisee Goss y realizó seis dibujos en lápiz y tinta de una Villa para presentar en el concurso de Chicago. En ese momento solo 14 arquitectas estaban activas en Estados Unidos (y menos de la mitad en Europa); cinco fueron elegidas para mostrar sus trabajos en el Edificio de la Mujer: Sophia Hayden (que además diseñó el edificio), Lois Lilley Howe, Minerva Parker Nichols, Anna Cobb y Clotilde Brewster.
Continuó su instrucción estudiando un año de matemáticas en la Universidad de Cambridge (1893). En 1894 ingresó como pasante en la oficina de arquitectura de Reginald Blomfield y por último en la Royal Academy of Arts (1896 y 1899).
Rápidamente recibió encargos: el Mausoleo en Menton, Francia; dos palacios contiguos en Roma, para la condesa Marianna Soderini y Alessandra de Frankenstein (Palacio Soderini-Frankenstein). La fachada del Laboratorio Santa Catalina en Roma y un castillo medieval en Perugia, para la condesa Ada Telfener.

## Trayectoria
Las hermanas de Ethel Smyth, Mary y Violet y sus maridos fueron asiduos clientes: Mary y Charles Hunter contrataron a Clotilde para varios trabajos en Selaby, Condado de Durham, incluyendo una nueva entrada al Municipio, un alojamiento, establos y canchas de tenis, casa del jardinero y puertas de entrada de muelles, Violet y Richard Hippisley la contrataron para diseñar la fuente del memorial de la primera guerra bóer en Farnborough, Hampshire.  Clotilde se destacaba por sobre Percy en talento y en personalidad. Tenía su propio ingreso económico y era bastante distinta a las típicas mujeres inglesas de sus conocidos. Los encargos de Feilding eran modestos, consistiendo en diseños de cottages y reciclajes de antiguos edificios. A pesar de la falta de habilidad para el diseño, era muy competente para la construcción.
A raíz de la amistad de su marido con Terence Bourke, recibió el encargo de la restauración y ampliación de Pekes Manor House, un gran establecimiento rural en Sussex, Inglaterra. Brewster diseñó y dibujó el proyecto con inspiración florentina, desde los detalles hasta el jardín. Proyectó tondos en el exterior del Secadero de lúpulo (Oast House): “El retrato de la Dama” y “Madonna e hijo con ángeles”. Su marido dirigió los trabajos en el sitio. Construyeron los accesos principales, la cabaña, la escalera principal y el corredor del primer piso. Revistieron el exterior de la casa y edificaron el Ala Eduardiana con sus jardines. La propiedad está llena de otras gemas arquitectónicas como un secadero de lúpulo redondo convertido por los Feildings en una residencia de verano para Lady Mayo, la madre de Bourke. La obra concluyó en 1911.
En 1911, los Feildings compraron una propiedad para ellos llamada Stonehill, próxima a la villa Chikkingly, una casa medieval hecha con entramado de madera “todas vigas gigantes de roble y yeso”. Se hizo cargo con sus propias manos de la renovación y transformación de Stonehill, la convirtió de ruina en un lugar encantador y teatral. El escritor de Peter Pan, J. M. Barrie, la conoció y la quiso comprar de inmediato.
Para 1922 se dedicó a la restauración de otra propiedad del siglo XVI, Beckley Park. Esta sería el último proyecto arquitectónico de Clotilde Brewster. La obra está catalogada como Grado 2 por el English Heritage donde hoy funciona la Fundación Beckley. 

## Obras
- Mausoleo con forma de tempietto en Menton, Francia, diseñado para su prima Ellen Joubert Hearn y en honor a su marido Alfred Williams Hearn.
- Villa en Roma para su prima Anne Seabury Brewster.[6]
- Refuncionalización vivienda de la Dra. Lillias Hamilton, médica y escritora para hospital.
- Palacios contiguos en Roma para la condesa Marianna Soderini y su suegra Alessandra de Frankenstein, madre e hija estaban comprometidas con el movimiento de lucha por los derechos de las mujeres y fundaron varias instituciones de caridad.
- Diseño de la fachada para un nuevo edificio que albergaría el Laboratorio Santa Catalina en Roma para Alessandra de Frankenstein
- Casa comunal y cooperativa para mujeres trabajadoras empobrecidas y sus familias
- Falso castillo medieval en lo alto de las ruinas de Perugia (hoy Castello dell’Oscano) para la condesa Ada Telfener,
- Diseños para el Teatro nacional italiano para Eleonora Duse en el lago Albano, cerca de Roma en tierras donadas por Henri de Frankenstein

## Premios y reconocimientos
Se hizo conocida al diseñar un Palazzo Municipal en Roma y ganar un premio, en 1905, por el diseño de una iglesia en Alemania.